# سامي ميلر
سامي ميلر (بالإنجليزية: Sammy Miller)‏ هو متسابق دراجات نارية أيرلندي شمالي. نافس في سباقات بطولة العالم لفئة 250 سي سي ولفئة 125 سي سي ولفئة 50 سي سي. كما شارك في كأس جزيرة مان السياحية. تم منحه رتبة الإمبراطورية البريطانية في 2009.